# Bréhan
Bréhan (bret. Brehant-Loudieg) – miejscowość i gmina we Francji, w regionie Bretania, w departamencie Morbihan.
Według danych na rok 1990 gminę zamieszkiwały 2284 osoby, a gęstość zaludnienia wynosiła 44 osoby/km² (wśród 1269 gmin Bretanii Bréhan plasuje się na 268. miejscu pod względem liczby ludności, natomiast pod względem powierzchni na miejscu 69.).